# Solomon Foot
Solomon Foot (Cornwall (Vermont), 1802. november 19. – Washington, 1866. március 28.) az Amerikai Egyesült Államok Vermont államának szenátora.